# Bandiera dell'Unione Sovietica
La bandiera dell'Unione Sovietica era composta da una bandiera rossa dove, nell'angolo superiore, lato asta, erano presenti una falce e martello gialli e una stella a cinque punte rossa bordata di giallo.
Fu adottata ufficialmente nel 1923, e rimase in vigore come bandiera di stato fino al 1991.

## Simbologia
La bandiera sovietica riprendeva alcuni dei simboli classicamente distintivi della simbologia socialista e comunista. Il colore rosso era associato ai movimenti rivoluzionari in generale, e socialisti in particolare, sin dal 1871, quando venne adottata dalla Comune di Parigi. Adottata dai rivoluzionari russi a partire dal 1905, divenne simbolo della fazione bolscevica con la caduta del regime zarista nel 1917, e come tale divenne simbolo del nuovo stato sovietico.
La falce e martello presente sul lato superiore simboleggiava tradizionalmente la cooperazione fra i lavoratori contadini e gli operai, unite nella lotta per la realizzazione della società socialista. Ideato dall'artista Evgenij Kamzolkin nel 1918, divenne uno dei simboli più riconosciuti del comunismo internazionale.
La stella rossa, posta sopra la falce ed il martello, simboleggiava la comune unità di intenti fra le classi lavoratrici, oltre alla guida del Partito Comunista sulle classi proletarie. Il significato della stella, simbolo associato tradizionalmente al comunismo e all'internazionalismo, non è però identificabile con certezza. Secondo altre interpretazioni infatti essa, raffigurata sulle uniformi dell'esercito russo sin dal XIX secolo, rappresentava la protezione dell'Armata Rossa sul proletariato, o ancora, con le sue cinque punte, i cinque continenti, sui quali si sarebbero diffuse le idee rivoluzionarie comuniste e di conseguenza l'unione dei popoli. Secondo altre interpretazioni, la stella rappresenterebbe le cinque dita della mano di un lavoratore, o l'unione delle cinque classi sociali sovietiche.
Nel decreto del Presidium delle forze armate dell'URSS del 15 agosto 1980 convertito in legge il 23 ottobre 1980, venne stabilito che su tutte le bandiere i simboli dovessero trovarsi esclusivamente sul recto, lasciando il verso di semplice colore rosso; questa disposizione fu tuttavia molto spesso disattesa.

## Storia

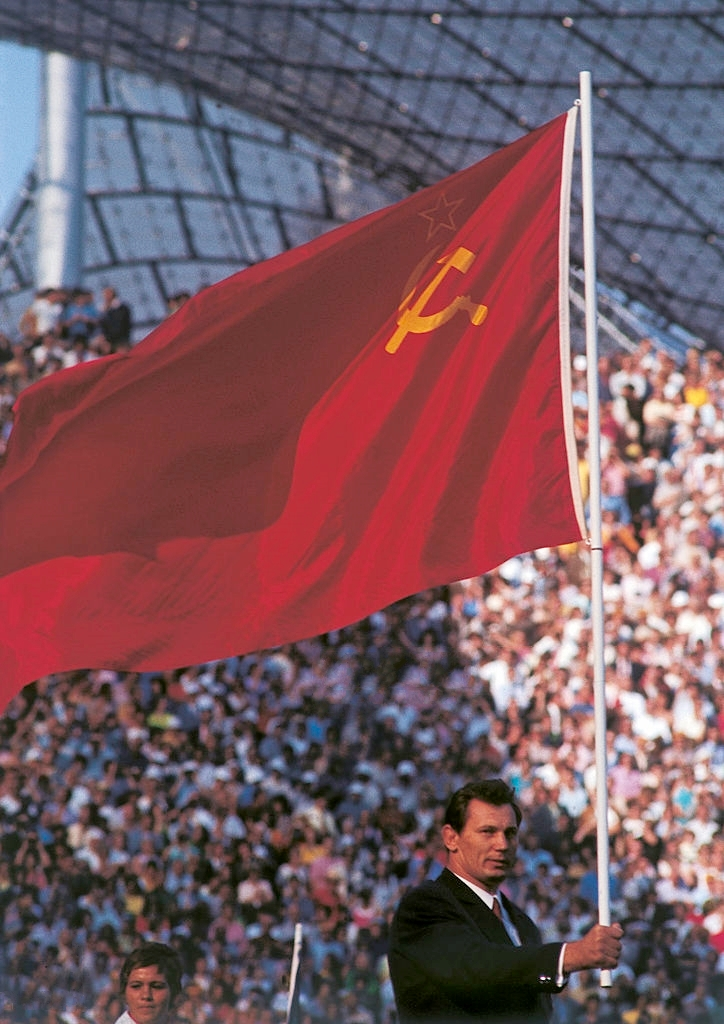
Il lottatore Aleksandr Medved con la bandiera sovietica alla cerimonia di apertura delle Olimpiadi 1972

Nei mesi immediatamente successivi alla Rivoluzione d'ottobre, la dirigenza del Partito Comunista iniziò a porsi il problema della bandiera del nuovo stato sovietico. Inizialmente, al simbolo della falce e martello doveva aggiungersi anche una spada, ma l'idea venne scartata da Lenin nel 1918, in quanto il simbolo non era presente nella tradizione russa ed era identificato come un richiamo troppo esplicito alla guerra, da evitarsi dopo la firma della pace di Brest-Litovsk.
Nel dicembre 1922 durante la prima riunione del Comitato esecutivo centrale dell'Unione Sovietica fu deliberato che lo stato dovesse essere dotato di una propria bandiera, un proprio stemma ed un proprio sigillo di stato, senza ulteriori specifiche. Il 6 luglio 1923, durante la seconda riunione del Comitato esecutivo, venne adottata la prima bandiera ufficiale del Paese, composta dall'emblema dello Stato sovietico al centro su uno sfondo rosso; si decise inoltre che il formato sarebbe stato un molto particolare, ovvero 1:2. 
Nella terza riunione del Comitato Esecutivo del 12 novembre 1923 si decise di modificare la bandiera, che divenne quella comunemente conosciuta, con la falce e martello posti in alto a sinistra e sormontati dalla stella.
Il disegno della falce e martello venne leggermente modificato con la bandiera adottata il 19 agosto 1955. Venne inoltre codificato un preciso regolamento per l'innalzamento del vessillo. La bandiera fu nuovamente modificata il 15 agosto 1980, portando il colore a un rosso più brillante e alla rimozione di falce e martello sul verso. Con la dissoluzione dell'Unione Sovietica il 31 dicembre 1991, cessò di essere la bandiera nazionale.

## La Bandiera della Vittoria
Il 15 aprile 1996 Boris Yeltsin firmò un decreto presidenziale che dava alla cosiddetta bandiera della vittoria, per essere stata innalzata sul palazzo del Reichstag il 1º maggio 1945, uno status simile a quello della bandiera nazionale. Secondo la nuova legge, la bandiera doveva essere esposta sempre in coppia con la bandiera della Russia, e solo in determinate occasioni. Per tutte le altre, venne ideata una versione differente (chiamata "Simbolo della Bandiera della Vittoria", simile a quella nazionale sovietica ma priva delo stemma della falce e martello. Dal 2007, la Bandiera della Vittoria nella sua versione originale è tornata ufficialmente in uso senza restrizioni.

## Influenza su altre bandiere
Il formato della bandiera sovietica fu ripreso più o meno direttamente da tutte le bandiere delle repubbliche dell'Unione Sovietica, da essa derivate, con l'aggiunta di elementi distintivi specifici. La bandiera della repubblica autoproclamata di Transnistria, direttamente ripresa da quella dell'ex Repubbblica Sovietica di Moldavia, presenta lo stesso design del vessillo sovietico, con l'aggiunta di una striscia orizzontale verde nel mezzo.
La bandiera del Partito Comunista Cinese, in uso nella sua versione attuale dal 1996, è del tutto simile a quella sovietica, se si eccettua l'assenza della stella sopra la falce e martello.

## Uso dopo il 1991

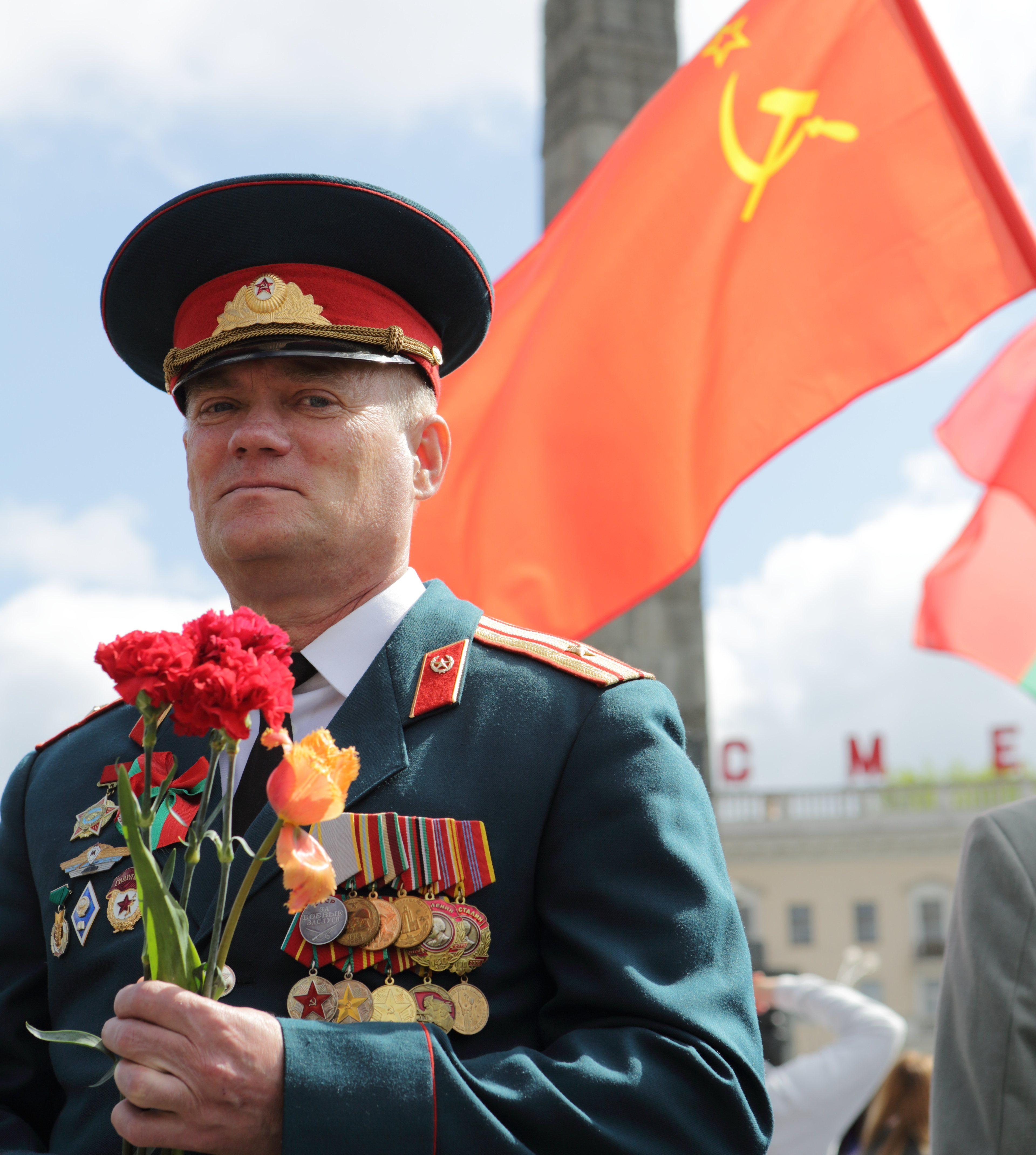
Un membro delle forze armate bielorusse durante la Giornata della Vittoria nel 2014. Sullo sfondo, la bandiera dell'Unione Sovietica

La bandiera sovietica (e bandiere simili) sono state ampiamente utilizzate anche dopo la caduta dell'URSS. In particolare, non è raro che siano associate a partiti e movimenti di estrema sinistra, frequentemente di orientamento marxista-leninista.
La bandiera sovietica è anche presente in Russia come simbolo di nostalgia per l'Unione Sovietica. Diversi politici la utilizzano spesso come simbolo dello status di superpotenza che la Russia avrebbe perso dopo il 1991.
Come altri simboli di matrice comunista e sovietica, la bandiera dell'URSS è soggetta al divieto di esposizione in alcuni paesi, fra cui la Georgia, la Lettonia, la Lituania e l'Ucraina.
Nel contesto dell'invasione russa dell'Ucraina del 2022, il Partito Comunista della Federazione Russa ha proposto ufficialmente alla Duma di adottare la bandiera sovietica come bandiera ufficiale della Russia il 19 aprile 2022. L'uso della vecchia bandiera, insieme ad altri simboli sovietici, è stato osservato presso l'esercito russo nel corso della guerra.
Il 17 giugno 2023, durante i festeggiamenti per il 300º anniversario della fondazione di San Pietroburgo, le bandiere dell'Impero russo, dell'Unione Sovietica e della Federazione Russa sono state innalzate simultaneamente sul Golfo di Finlandia.

## Galleria d'immagini

Prima bandiera sovietica, utilizzata dal dicembre 1922 al 12 novembre 1923
Bandiera utilizzata dal 12 novembre 1923 all'aprile 1924
Bandiera utilizzata dall'aprile 1924 al 5 dicembre 1936
Bandiera utilizzata dal 5 dicembre 1936 al 19 agosto 1955
La Bandiera della Vittoria innalzata sul palazzo del Reichstag il 1º maggio 1945
Bandiera utilizzata dal 19 agosto 1955 al 25 dicembre 1991
Simbolo della Bandiera della Vittoria (1996-2007)
Bandiera della Transnistria
Bandiera del Partito Comunista Cinese (dal 1996)